# نقل الكلاسيكيات اليونانية

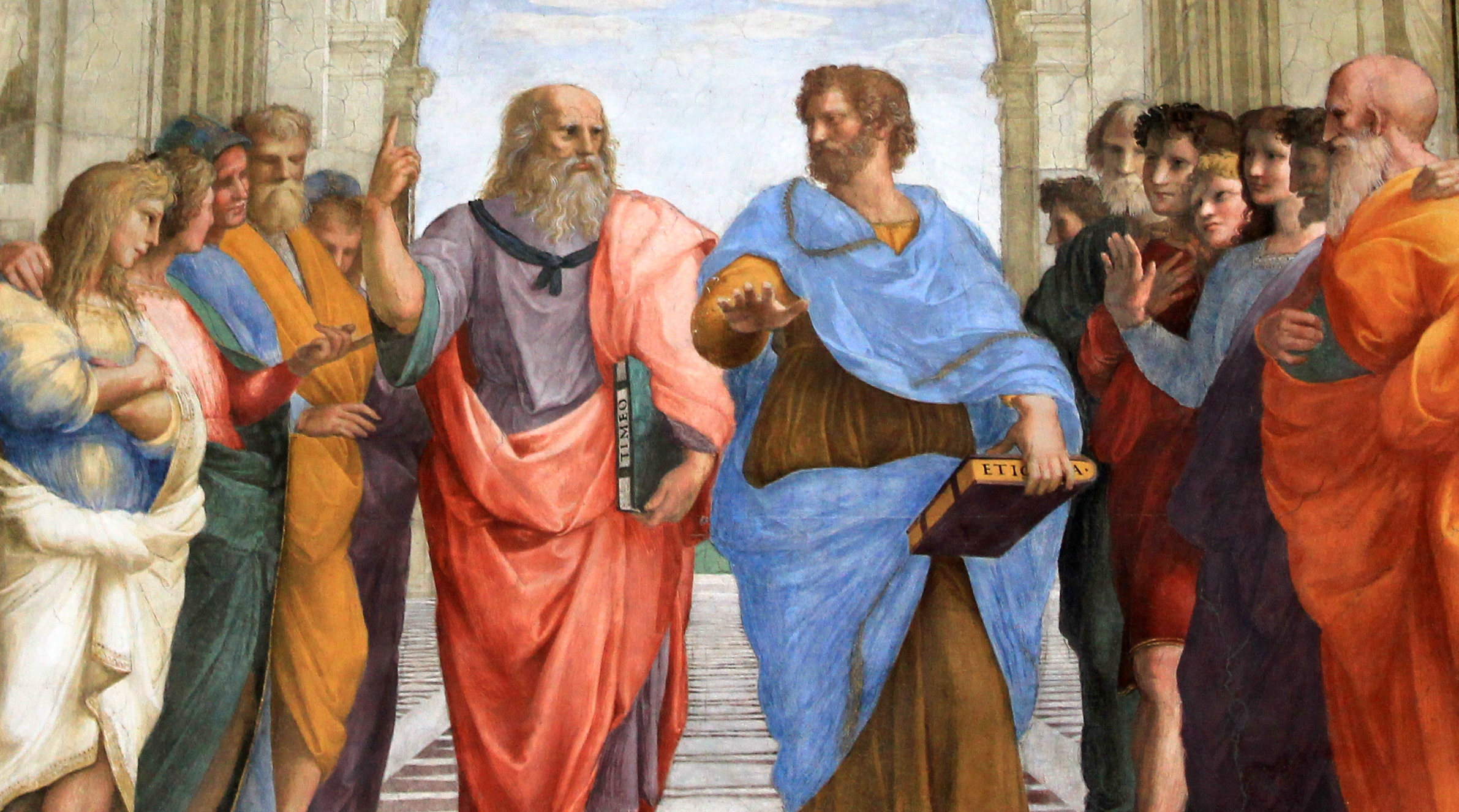

كانت عملية نقل الكلاسيكيات اليونانية إلى أوروبا الغربية اللاتينية خلال العصور الوسطى عاملًا رئيسيًا في تطور الحياة الفكرية في أوروبا الغربية. كان الاهتمام بالنصوص اليونانية وتوافرها نادرًا في الغرب اللاتيني خلال العصور الوسطى السابقة، ولكن مع ازدياد حركة المرور إلى الشرق ازدادت الثقافة الغربية.
تألفت الفلسفة اليونانية الكلاسيكية من أعمال أصلية مختلفة تتراوح ما بين أعمال من اليونان القديمة (على سبيل المثال أرسطو) إلى العلماء الرومان الإغريق في الإمبراطورية الرومانية الكلاسيكية (مثل بطليموس). على الرغم من أن هذه الأعمال كانت مكتوبة في الأصل باللغة اليونانية، ولقرون كانت اللغة الثقافية في منطقة البحر الأبيض المتوسط، إلا أن العديد منها تُرجم إلى اللغة السريانية والعربية والفارسية خلال القرون الوسطى، وكانت الإصدارات اليونانية الأصلية غير معروفة في كثير من الأحيان للغرب. مع تزايد الوجود الغربي في الشرق بسبب الحروب الصليبية، والانهيار التدريجي للإمبراطورية البيزنطية خلال العصور الوسطى المتأخرة، فر العديد من الباحثين اليونانيين البيزنطيين إلى أوروبا الغربية حيث جلبوا معهم العديد من المخطوطات اليونانية الأصلية، وقدموا زخمًا لتعليم اللغة اليونانية في الغرب وجهود ترجمة أخرى من الثقافة اليونانية إلى اللاتينية.
كان الخط الفاصل بين المنحة اليونانية والمنحة العربية في أوروبا الغربية غير واضح للغاية خلال العصور الوسطى والفترة الحديثة المبكرة. وبالتالي، وفقًا للسياق، غالبًا ما يُستخدم مفهوم انتقال الكلاسيكيات اليونانية للإشارة إلى المعرفة الجماعية التي تم الحصول عليها من الإمبراطوريتين العربية والبيزنطية، بغض النظر عن مكان نشأة المعرفة بالفعل.

## استقبال مباشر للنصوص اليونانية
تراجعت معرفة اللغة اليونانية في الغرب مع سقوط الإمبراطورية الرومانية الغربية، وكذلك تراجعت معرفة النصوص اليونانية، التي بقي الكثير منها دون ترجمة لاتينية. إن الطبيعة الهشة للبردي، كوسيلة للكتابة، تعني أن النصوص القديمة التي لم تُنسخ على ورق مكلف باهظ الثمن ستنهار في النهاية وتضيع.
بعد الحملة الصليبية الرابعة (1202–1204) والعزل القسطنطيني (1204)، تمكن علماء مثلوليام مويربك من الوصول إلى النصوص اليونانية الأصلية للعلماء والفلاسفة، بما في ذلك أرسطو وأرخميدس وبطل الإسكندرية وبروكلس، محفوظة في الإمبراطورية البيزنطية (الرومانية الشرقية)، وترجمتها مباشرة إلى اللاتينية.
أدى السقوط النهائي للإمبراطورية البيزنطية وانهيارها في القرن الخامس عشر إلى زيادة التواصل بين علمائها وعلماء الغرب. تلا ذلك ترجمة مجموعة كاملة من الكلاسيكيين اليونانيين، وكان من ضمنهم المؤرخون والشعراء والكتاب المسرحيون والفلاسفة من غير الأرسطيين. ترجم مانويل كريسولوراس (1355-1415) أجزاءً من هوميروس وأفلاطون. ترجم غوارينو دا فيرونا (1370–1460) سترابو وبلوتارخ. وترجم بوجيو براتشيوليني (1380-1459) زينوفون ولوكان وديودوروس. ترجم فرانشيسكو فيلفو (1398–1481) أجزاء من بلوتارخ وزينوفون وليسياس. ترجم لورنزو فالا (1407-1457) ثيوسيديس وهيرودوت، وترجم مارسيليو فيسينو (1433–1499) وأكاديميته الأفلاطونية لأفلاطون، ترجم بوليزيانو (1454-1494)  هيروديان وأجزاء من بلوتارخ، ترجم ريجيومونتانو وجورج تريبزوند بطليموس الماغست. كان من أهم الرعاة باسيليوس بيساريون (1403-1472) والبابا نيكولاس الخامس (1397 – 1455).

## الترجمات السريانية
تلعب اللغة السريانية دوراً مهماً في نقد النص الحديث حتى اليوم. يستخدم الإصدار الكلاسيكي من أكسفورد للنص اليوناني أورغانون أرسطو رموزΡ، وΙ، وΓ، وهي نصوص تعود إلى ممتلكات مسيحية من القرن السادس إلى الثامن.
لعبت الترجمات السريانية دورًا رئيسيًا في الاستقبالات المتأخرة باللغة العربية. كان معظم هؤلاء المترجمين من السريانية مسيحيين من النسطورية واليعقوبيين، يعملون في المئتي عام التي تلت الفترة العباسية. وكان المترجم الأكثر أهمية في هذه المجموعة هو المسيحي حنين بن إسحاق الناطق باللغة السريانية (809-873)  والمعروف باسم اللاتينيين خوانيتيوس.

## الإمبراطورية الرومانية الغربية
عُثر على آثار تعلم الكلاسيكيات اليونانية بصورة راسخة في أنحاء العاصمة الإمبراطورية الرومانية، بما في ذلك في روما نفسها.

### بوثيوس
في روما، نشر بوثيوس أعمال التعلم الكلاسيكية اليونانية. هدف بوثيوس إلى نقل الثقافة اليونانية الرومانية العظيمة إلى الأجيال القادمة من خلال كتابة أدلة على الموسيقى وعلم الفلك، والهندسة، والحساب.
العديد من كتابات بوثيوس، والتي كانت بارزة إلى حد كبير خلال العصور الوسطى، مستمدة من تفكير البورفيري ولامبتشيوس. كتب بوثيوس تفسيرًا للأيساجوج التي كتبها بروفيري، والذي سلط الضوء على وجود مشكلة عالمية: ما إذا كانت هذه المفاهيم عبارة عن كيانات فرعية موجودة سواء كان أي شخص يفكر فيها أم أنها موجودة فقط كأفكار. كان هذا الموضوع المتعلق بالطبيعة الأنطولوجية للأفكار العالمية أحد أكثر الخلافات الصوتية في فلسفة العصور الوسطى.
إلى جانب هذه الأعمال الفلسفية المتقدمة، ورد أن بوثيوس ترجم نصوصًا يونانية مهمة في العلوم الأربعة (الهندسة، والفلك، والموسيقى، والحساب) ساهمت ترجمته غير الدقيقة لأطروحة نيكوماتشوس في علم الحساب (مقدمة في علم الحساب) وكتابه في الموسيقى (مقدمة في الموسيقى، غير مكتمل) في التعليم في العصور الوسطى. تبدأ مقدمة الحساب، بالحساب المعياري، وبالأعداد الفردية والزوجية، والزوجية بالتساوي، والفردية بالتساوي، والاحتمالات المتساوية. ثم يتحول إلى تعقيد غير متوقع عن طريق تصنيف الأرقام وأجزاء من الأرقام.
لم تعد ترجماته لإقليدس في علم الهندسة وبطليموس في علم الفلك، حتى لو اكتملت، موجودة. قدم بوثيوس ترجمات لاتينية من توضيحات أرسطو وتصنيفاته وتفسيراتها. كانت تستخدم ترجماته على نطاق واسع خلال العصور الوسطى.

### العصور الوسطى المبكرة في المقاطعات الغربية
في المقاطعات الغربية (ما يُعتبر اليوم معقل أوروبا الغربية)، فقدت الإمبراطورية الرومانية المنهارة العديد من المخطوطات اليونانية التي لم تحافظ عليها الأديرة. ومع ذلك، بسبب تكلفة وندرة مواد الكتابة، كان يمكن للكتبة الرهبانية أن يعيدوا تدوير المخطوطات القديمة. يمكن إعادة استخدام الرَقّ بعد إلغاء الحبر من النصوص القديمة، وكتابة كتب جديدة على الرَقّ المستخدم سابقًا، ما يخلق ما يسمى بالرَقّ الممسوح. لحسن الحظ بالنسبة للعلماء المعاصرين، لا يزال من الممكن استرجاع الكتابة القديمة، وقد استُرجعَت العديد من الأعمال القيمة للغاية، والتي كان من الممكن أن تُفقد، بهذه الطريقة. كلغة الأرستقراطيين والعلماء الرومان، مات اليونانيون مع الإمبراطورية الرومانية في الغرب، وبحلول 500 م، لم يكن أحد في أوروبا الغربية قادراً على قراءة (أو ترجمة) النصوص اليونانية، ومع ظهور الإمبراطورية الإسلامية، كان الغرب معزولاً عن اللغة. بعد فترة من الوقت، كان هناك عدد قليل من الأديرة في الغرب التي كانت بها أعمال يونانية، وقد نسخ عدد أقل منها هذه الأعمال (وخاصة الأيرلندية). تَعلم بعض الرهبان الأيرلنديين على أيدي المبشرين اليونانيين واللاتينيين الذين ربما أحضروا معهم نصوصًا يونانية.

### العصور الوسطى المتأخرة: وليام موربيك
كان وليام موربيك أحد أكثر المترجمين غزارة وتأثيراً في النصوص الفلسفية اليونانية في منتصف القرن الثالث عشر. القليل جدًا معروف عن حياة ويليام. ولد على الأرجح في عام 1215 في قرية ميوربيكي، والتي تقع الآن في بلجيكا، ودخل موربيك على الأرجح الرهبنة الدومينيكانة في لوفين عندما كان شابًا. وقد أتم معظم أعماله الباقية خلال الفترة 1259-72.
على الرغم من أن مساهمة وليام في «استعادة» أرسطو، في القرن الثالث عشر، لم تكن مساهمة بارزة كما زُعم في بعض الأحيان، إلا أن عمله ساعد بلا شك في تشكيل صورة أوضح للفلسفة اليونانية، لا سيما أرسطو، مما قدمته الإصدارات العربية التي كانوا يعتمدون عليها في السابق، والتي شوهت أو حجبت العلاقة بين نظام الفلسفة الأفلاطوني والأرسطي. كانت ترجمة ويليام لبروكلس مهمة أيضًا، ما يدل على أن كتاب ليبر دي كيسيس المؤثر، لم يكن عملاً حقيقيًا لأرسطو، ولكنه كان مستمدًا من بروكسيل إيليمنتيو ثيولوجيا.